# Hatting, Danmark
Hatting är en by i Horsens kommun, Mittjylland, Danmark. Byn är belägen 5 km 
från Horsens. Orten har 1 733 invånare (2020). Hatting Bakery grundades 1947. Det ingår nu i den svenska kooperativa gruppen Lantmännen. Det sysselsätter 20,000 svenska jordbrukare.